# Trehafod
 (mars 2024).
Trehafod est un village et une communauté du borough de comté de Rhondda Cynon Taf, au pays de Galles.

## Géographie
Trehafod est situé dans la vallée de la Rhondda, entre les villes de Porth à l'ouest et Pontypridd à l'est.
La gare de Trehafod (en) est desservie par les trains de la Rhondda line (en) qui relie Cardiff à Treherbert.

## Démographie
Au recensement de 2011, la communauté de Trehafod comptait 698 habitants.

## Histoire
La ville est connue pour ses mines de charbon.

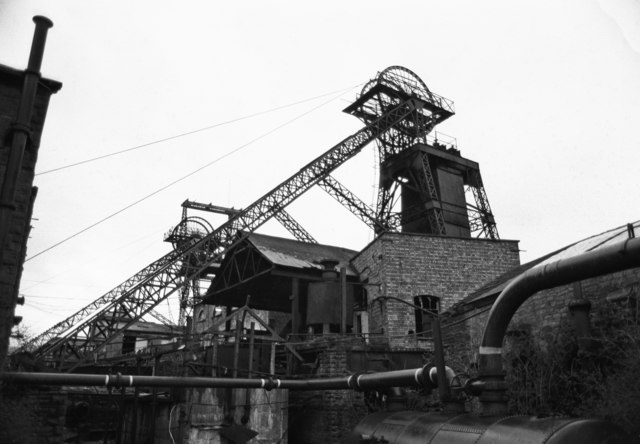
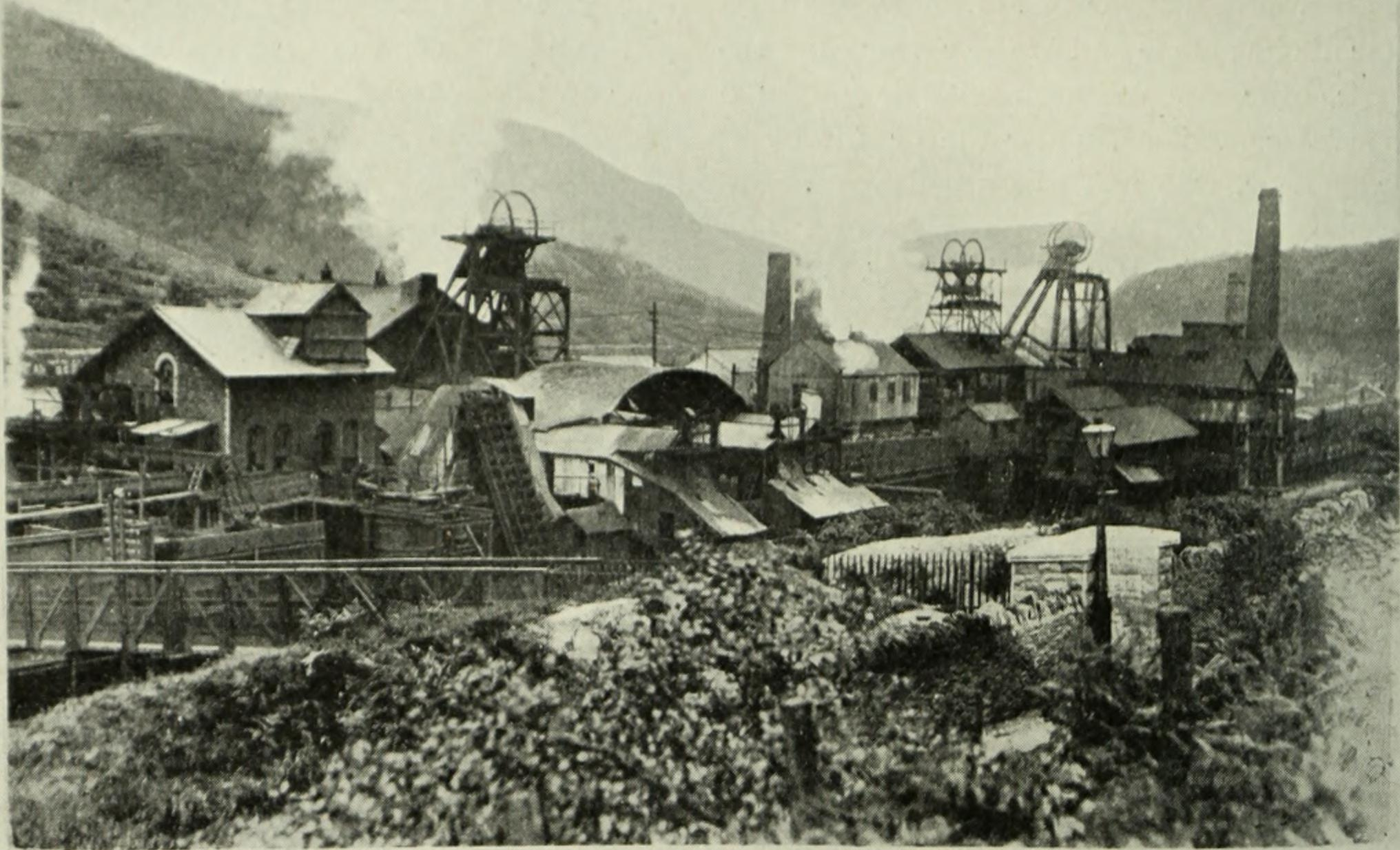